# Кранк (музыка)
Кранк (англ. crunk) — это одна из форм южного хип-хопа (southern hip-hop) или южного рэпа (southern rap). Музыка crunk является миксом из повторяющихся напевов и драм-машинных ритмов, обычно сгенерированных на самой популярной из драм-машин — Roland TR-808. Одними из самых известных исполнителей кранка являются Lil Jon, Chyna Whyte, Three 6 Mafia, Pastor Troy, Waka Flocka Flame, Soulja Boy, Lil Scrappy.